# 주예린
주예린은 대한민국의 배우이다. 2008년 뮤지컬배우로 첫 데뷔하였다.

## 학력
- 연세대학교

## 출연작

### 영화
- 2016년 《사돈의팔촌》 ... 서희 역
- 2014년 《삼고초려》(단편)
- 2013년 《한국관광》(단편)
- 2013년 《강냉이》(단편)
- 2013년 《뜨거운 안녕》 ... 며느리 양식처 역
- 2012년 《캠퍼스의 봄》(단편)
- 2012년 《소개팅》(단편)
- 2012년 《아부의 왕》 ... 수연 역
- 2012년 《광해, 왕이 된 남자》 ... 홍루몽 기생2 역
- 2011년 《페이스 메이커》 ... 외교부 직원 3 역
- 2011년 《커플즈》 ... 리포터 역
- 2010년 《망각의 히어로》(단편)
- 2010년 《감각》(단편) ... 소연 역
- 2010년 《나의 불행에는 이유가 있다》
- 2009년 《굿모닝 프레지던트》 ... 한경자 대통령 딸 역

### 드라마
- 2015년 KBS2 《착하지 않은 여자들》
- 2014년 KBS2 《곡비》 ... 곡비 역

### 연애/오락
- 2011년 OBS 경인TV 《리얼 스토리 추적》 ... 소현희 PD 역